# Абдуллах ибн аль-Хакам ат-Таджиби
Абдуллах ибн аль-Хакам аль-Таджиби (араб. عبد الله بن الحكم التجيبي‎; умер 20 сентября 1038) — четвёртый независимый эмир Сарагосы в 1038 году, происходил из рода Туджибидов. Сверг своего двоюродного брата Муизза ад-даулы Мунзира II, но продержался у власти всего 28 дней.

## Биография
Абдалла был одним из губернаторов эмира Муизза ад-даулы Мунзира II, своего двоюродного брата, и в течение нескольких лет готовил заговор с целью его свержения. При поддержке некоторых сторонников он сформировал повстанческие отряды летом 1038 года, повёл их против эмира и взял штурмом дворец 23 августа 1038 года. Мунзир II и его еврейский визирь Йекутиель бен Исхак были казнены.
Абдалла тщательно подготовил свой переворот, он сразу же начал чеканить монеты со своим именем и титулом hayib (казначей), который использовался Альманзором и всеми эмирами Сарагосы как символ верховной власти. Тем не менее, он оставался на троне лишь до 20 сентября 1038 года. Абдалла воспринимал своё воцарение как реванш за изгнание своего деда Абд аль-Рахмана эмиром Мунзиром I ал-Мансуром и изначально не претендовал на верховную власть, рассчитывая довольствоваться только местью. При подготовке переворота Абдалла обещал тогдашнему губернатору Лериды Сулейману ал-Мустаину высшую политическую власть в обмен на военную поддержку — Сулейман пользовался значительным авторитетом в армии. Но Абдалла не выполнил условия соглашения, и Сулайман, поддержанный Исмаилом аз-Зафиром, эмиром Толедо и дедом убитого Мунзира II, вступил в Сарагосу, найдя и поддержку населения. Абдалла забаррикадировался во дворце, но восставшие горожане изгнали его из города, и он умер в крепости Руэда.